# Claudia (hija de Nerón)
Claudia fue la única hija del emperador romano Nerón y su segunda esposa Popea Sabina.
Nació en Antium el 21 de enero del año 63. Nerón celebró su nacimiento con múltiples celebraciones y festejos y la concesión tanto a ella como a su madre del título de Augusta. Murió a los cuatro meses y fue deificada con el nombre diva Claudia. Nerón ordenó erigirle un templo y le consagró un sacerdote, aunque no ha quedado ningún resto del templo. En las monedas se la llama diva Claudia virgo.